# Цвелодубово
Цвелоду́бово (до 1948 года Кауколемпияля, фин. Kaukolempiälä) — посёлок в Рощинском городском поселении Выборгского района Ленинградской области. Расположен на Карельском перешейке.

## Название
В 1945 году в деревне Войпиала, частью которой являлась деревня Кауколемпияля, разместилось подсобное хозяйство предприятия «Ленпромэнергомонтаж», и в скором времени деревня была заселена переселенцами из Кировской области, организовавшими колхоз «Имени Ворошилова».
В 1948 году деревня Кауколемпияля была переименована переселенцами в деревню Горная. Однако новое название не было утверждено в Леноблисполкоме. На июльском совещании Леноблисполкома деревня была переименована в Цвелодубово в память о стрелке-радисте Якове Цвелодубе. 4 декабря 1939 года, во время советско-финляндской войны 1939—1940 годов, к озеру Нахимовское, на берегу которого находилась Кауколемпияля, прорвались моторизованные части Красной Армии и танковая бригада, вследствие чего, большинство домов деревни и соседних деревень были сожжены. 27 февраля 1940 года в Кауколемпияле разбился советский самолёт 5-го скоростного бомбардировочного авиаполка. Его экипаж состоял из Василия Ивановича Чуфрина, Василия Дмитриевича Егорова и Якова Антоновича Цвелодуба, которые были похоронены в этой же деревне.
Переименование было закреплено указом Президиума ВС РСФСР от 13 января 1949 года.

## История
Деревня Кауколемпияля, являшаяся частью большой деревни Войпиала, упоминается в налоговых списках 1619 года.

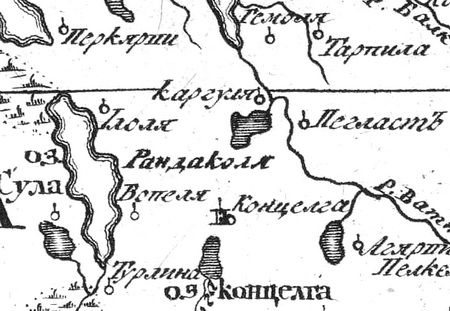
Деревня Войпиала (Вопеля) на русской карте 1745 года

Основными промыслами местного населения считались земледелие и животноводство. Кроме того многие занимались грузоперевозками и торговлей. Дополнительный доход приносило рыболовство.

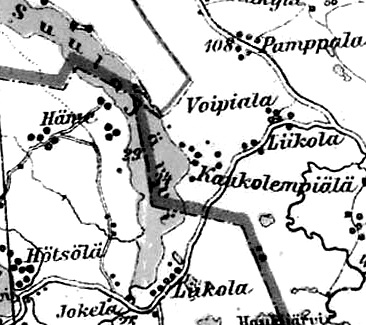
Деревня Кауколемпияля на финской карте 1923 года

До 1939 года деревня Кауколемпияля входила в состав волости Кивеннапа Выборгской губернии Финляндской республики. Перед войной в ней насчитывалось 32 двора.
С 1 мая 1940 года по 31 июля 1945 года — в составе Микольского сельсовета Каннельярвского района.
С 1 июля 1941 года по 31 мая 1944 года — финская оккупация.
С 1 августа 1945 года — в составе Каннельярвского сельсовета Райволовского района.
С 1 октября 1948 года — в составе Победовского сельсовета Рощинского района. До 1948 года Кауколемпияля или Дальняя Войпиала наряду с Передней Войпиалой и Центральной Войпиалой входила в состав большой деревни Войпиала (фин. Voipiala).
С 1 января 1949 года учитывается административными данными как посёлок Цвелодубово.
Согласно данным 1966 года посёлок Цвелодубово входил в состав Победовского сельсовета
Согласно данным 1973 года посёлок Цвелодубово входил в состав Цвелодубовского сельсовета и являлся его административным центром.
Согласно данным 1990 года посёлок Цвелодубово являлся административным центром Цвелодубовского сельсовета, в состав которого входили 10 населёных пунктов общей численностью населения 4771 человек. Население посёлка Цвелодубово составляло 1259 человек.
В 1997 году в посёлке Цвелодубово Цвелодубовской волости проживали 1188 человек, в 2002 году — 1191 человек (русские — 89 %), посёлок являлся административным центром волости.
В 2007 году в посёлке Цвелодубово Рощинского ГП проживали 1165 человек, в 2010 году — 1401 человек.

## География
Цвелодубово расположено в южной части района на автодороге 41К-090 (Рощино — Цвелодубово).
Расстояние до административного центра поселения — 17 км.
Расстояние до ближайшей железнодорожной станции Каннельярви — 18 км.
Посёлок находится на восточном берегу озера Нахимовское.

## Демография
| 2007 | 2010  | 2017  | 2021  |
| ---- | ----- | ----- | ----- |
| 1165 | ↗1401 | ↗1587 | ↘1314 |

## Фото

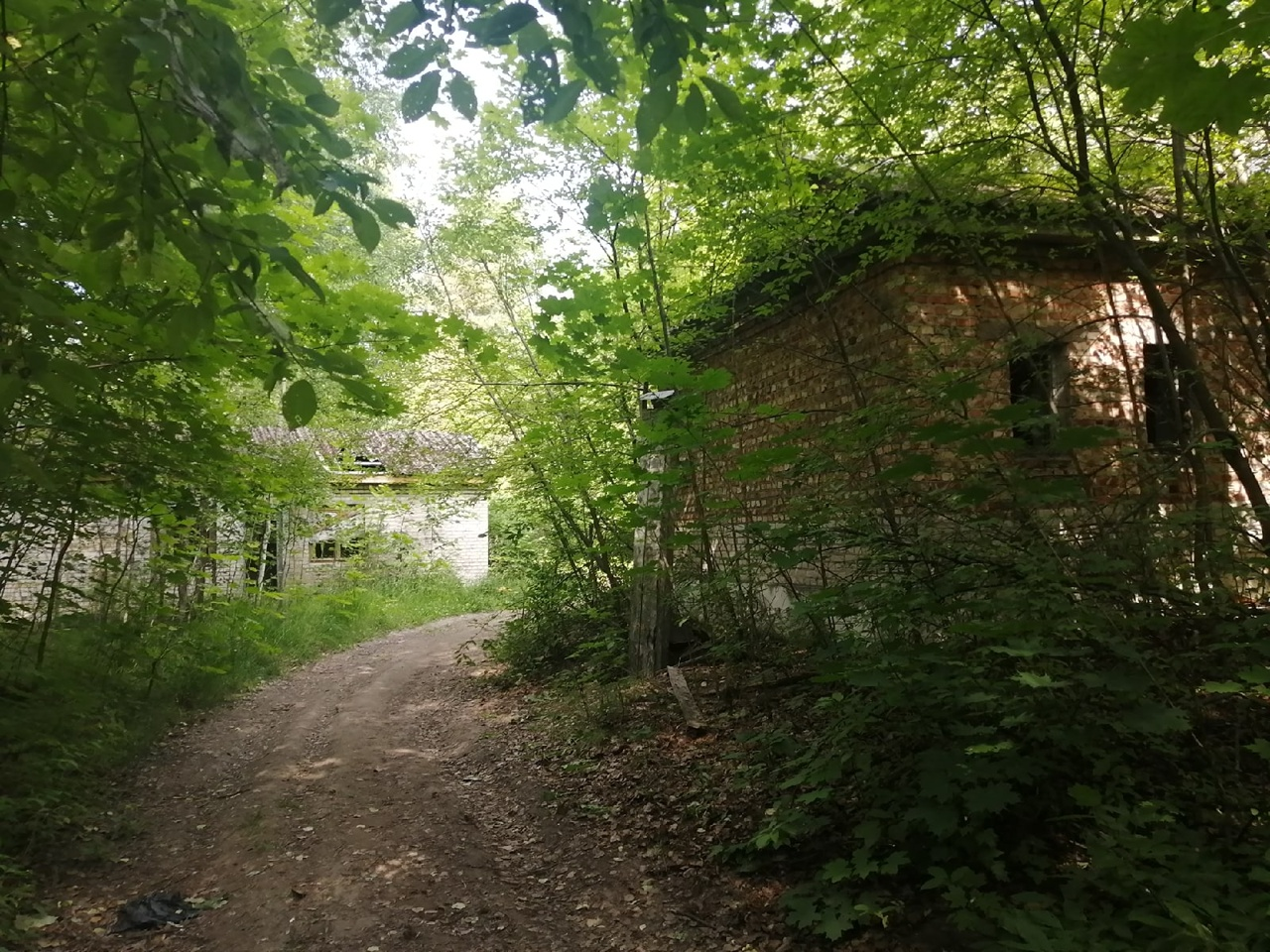
Пионерский лагерь «Транспортник»
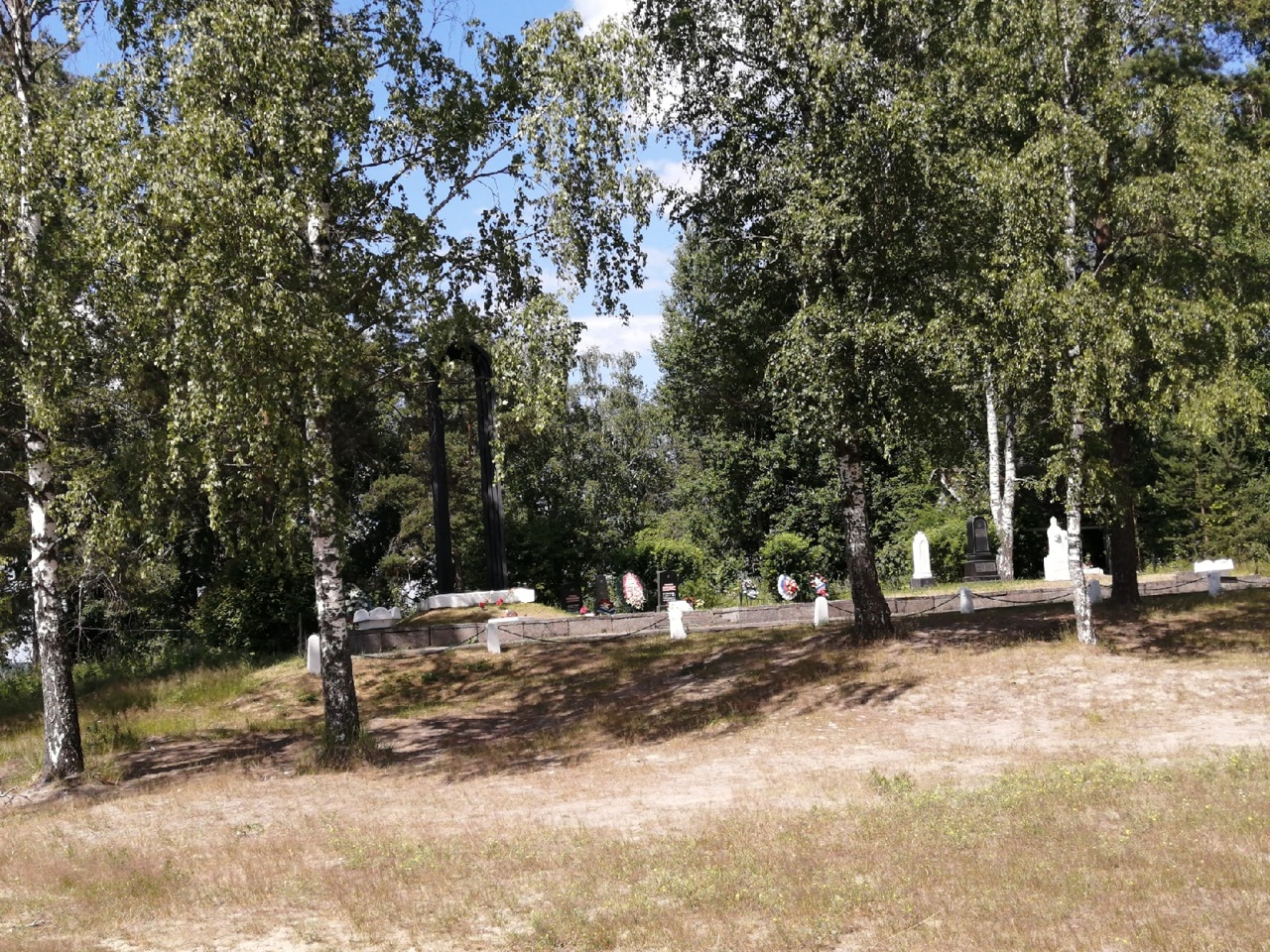
Братская могила в посёлке Цвелодубово
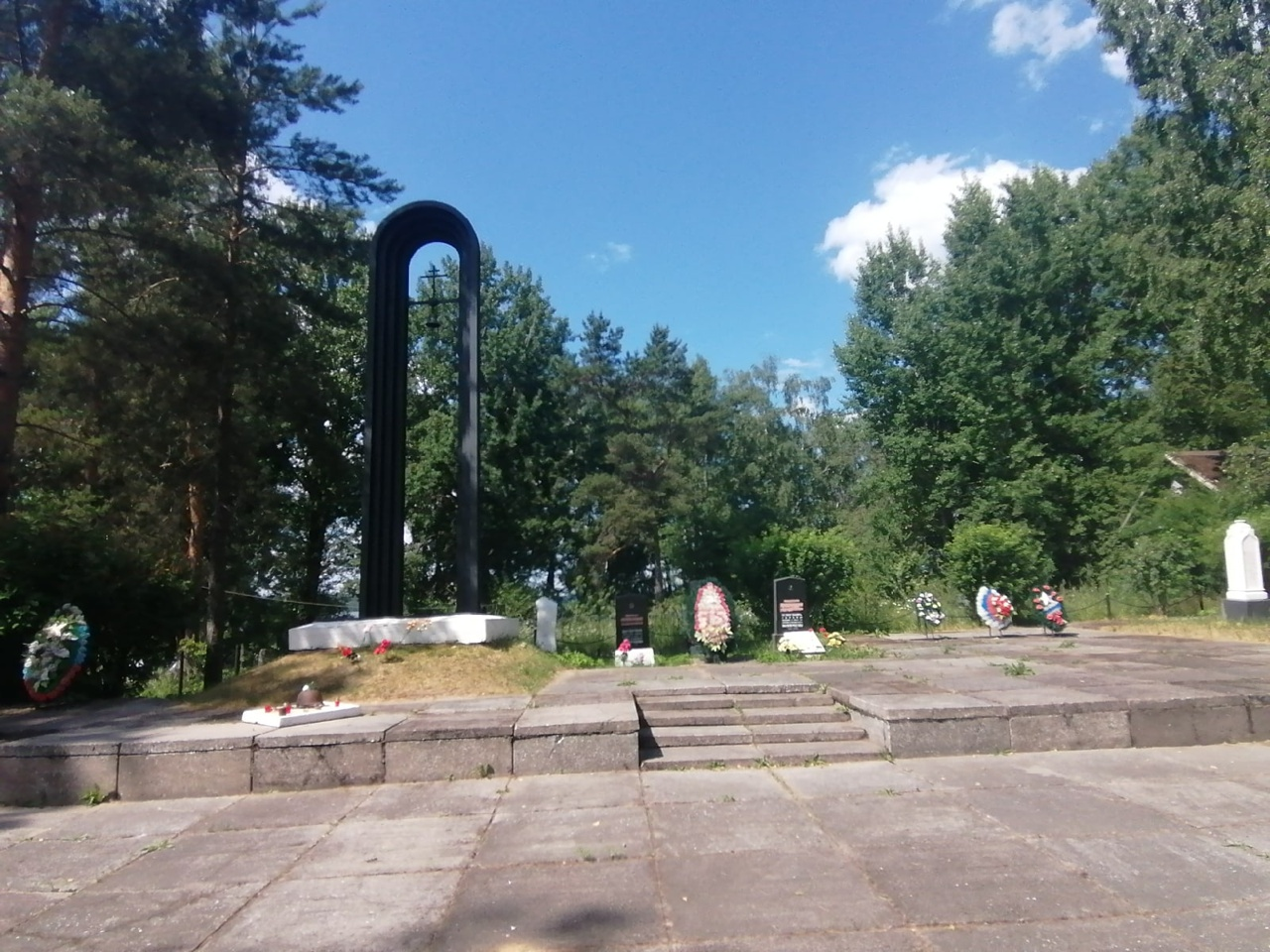
Братская могила в посёлке Цвелодубово

## Улицы
1-й Грибной проезд, 2-й Грибной проезд, Береговая, Верхняя, Грибной переулок, Дачная, Дорожный переулок, Зелёный переулок, Зелёная, им. А. В. Окунева, Лесной переулок, Малый Камышовый проезд, Марченковская, Молодёжный проезд, Молодёжный переулок, Молочный проезд, Морская, Нагорный проезд, Новый переулок, Песочная, Песчаная, Полевая, Приозёрный переулок, Садовый переулок, Светлый проезд, Советская, Солнечный переулок, Солодовская, Темноводный переулок, Травяная, Удинская, Фермерский проезд, Центральная, Черноозёрская, Чуфринские Луга.